# William Woodville Rockhill

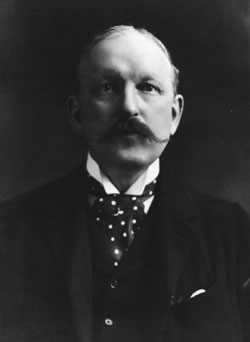
William Woodville Rockhill

William Woodville Rockhill (geb. 1854 in Philadelphia; gest. 1914 in Honolulu) war ein US-amerikanischer Orientalist und Diplomat. Er war US-Botschafter in Griechenland, Rumänien, Serbien, China, Russland und der Türkei.

## Leben
W. W. Rockhill wurde in Philadelphia geboren. Er verband fernöstliche Studien mit einer 30-jährigen diplomatischen Karriere.
Als Jugendlicher hatte Rockhill den Bericht über den Besuch von Abbé Huc in Lhasa 1844/46 gelesen. Der Eindruck, den dieses Werk über die Durchquerung der Mongolei, Tibets und Chinas in den Jahren 1844–1846 auf ihn machte, wurde deutlich, als er während seines Studiums an der französischen Militärschule Saint-Cyr, dem französischen Pendant zu Sandhurst oder West Point, begann, Tibetisch zu studieren. Nach seinem Abschluss in St. Cyr diente er in Nordafrika als Offizier der Fremdenlegion.
Er diente in den US-Botschaften in China und Korea 1884–1887, veröffentlichte 1884 The Life of the Buddha (nach tibetischen Werken im Kanjur und Tanjur) und unternahm für die Smithsonian Institution Reisen nach China, in die Mongolei und nach Tibet.
Während des Boxeraufstands war er als Sonderagent in China tätig, 1905–1909 war er Minister in China und 1909–1911 Botschafter in Russland und 1911–1913 in der Türkei. Er war einer der ersten Amerikaner, die die tibetische Sprache erlernten, und er korrespondierte viele Jahre mit Thubten Gyatsho, dem 13. Dalai Lama. In den 1880er Jahren nahm er an zwei Expeditionen nach Westchina, in die Mongolei und nach Tibet teil.
1914 wurde Rockhill als persönlicher Berater von Yuan Shikai angestellt und starb in Honolulu auf dem Weg zu seinem Posten.
1911 arbeitete Rockhill mit dem deutschen Sinologen Friedrich Hirth an der Übersetzung des Zhufan zhi von Zhao Rukuo aus der Zeit der Song-Dynastie ins Englische, und 1914 übersetzte Rockhill einen Teil des Daoyi zhilüe des Reisenden Wang Dayuan aus der Zeit der Yuan-Dynastie ins Englische.
Rockhills große Sammlung tibetischer Werke ist heute Teil der Library of Congress.

## Publikationen (Auswahl)

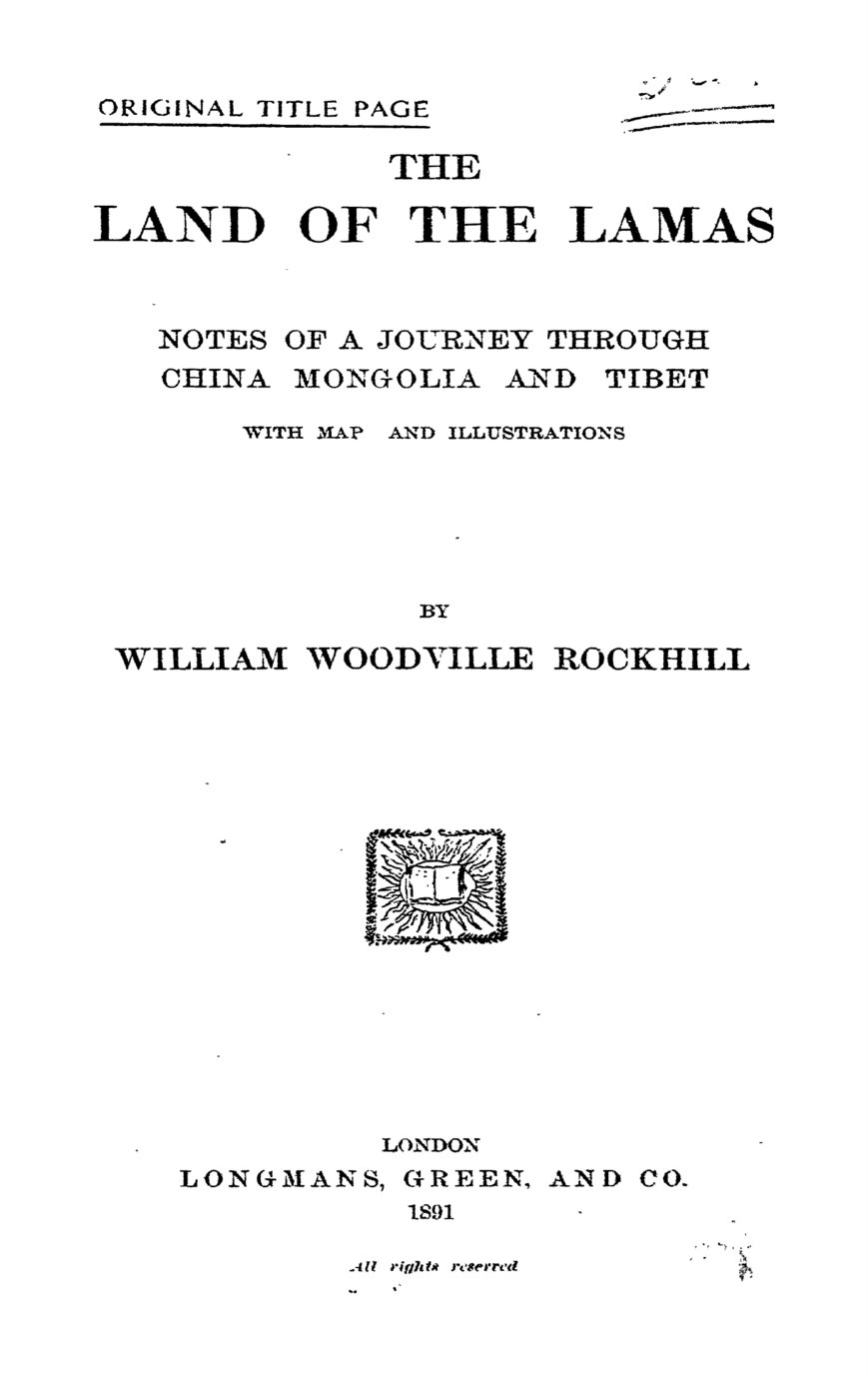
The Land of the Lamas

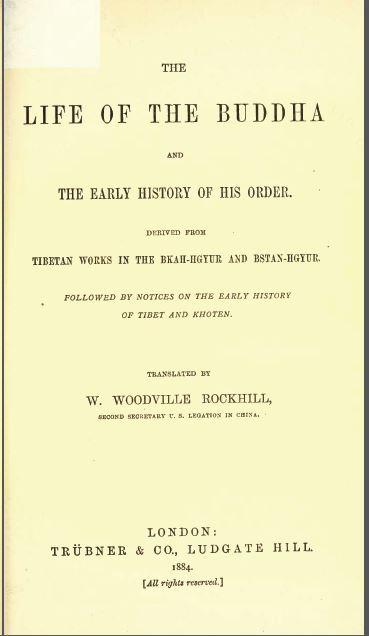
Life of the Buddha

- Udânavarga: A Collection of Verses from the Buddhist Canon (1883)
- Prâtimoksha sutra; ou, Le traité d'émancipation selon la version tibétaine: avec notes et extraits du Dulva (Vinaya) (1884)
- mit Ernst Leumann und Nanjo Bunyu, The Life of the Buddha and the Early History of His Order: Derived from Tibetan Works in the Bkah-hgyur and Bstan-hgyur Followed by Notices on the Early History of Tibet and Khotan (1884)
- The Land of the Lamas: Notes of a Journey Through China, Mongolia and Tibet (1891)
- Explorations in Mongolia and Tibet (1893)
- Diary of a Journey Through Mongolia and Thibet in 1891 and 1892 (1894)
- Journey through Mongolia and Tibet, 1891 and 1892 (1894)
- Notes on the Ethnology of Tibet: Based on the Collections in the U.S. National Museum (1895)
- The Journey of William of Rubruck to the Eastern Parts of the World (1900)
- mit Sarat Chandra Das, Journey to Lhasa and Central Tibet (1902)
- China's Intercourse with Korea from the XVth Century To 1895 (1905)
- Diplomatic Audiences at the Court of China (1905)
- The Dalai Lamas of Lhasa and Their Relations with the Manchu Emperors of China. 1644-1908 (1910)
- "Diplomatic Missions to the Court of China: The Kotow Question I," The American Historical Review, Vol. 2, No. 3 (Apr., 1897), pp. 427–442.
- "Diplomatic Missions to the Court of China: The Kotow Question II," The American Historical Review, Vol. 2, No. 4 (Jul., 1897), pp. 627–643.
- (Hrsg.) Journey to Lhasa and Central Tibet (1902)